# Chiesa di San Pasquale Baylon (Trieste)
La chiesa di San Pasquale Baylón è un luogo di culto cattolico di Trieste.
Si trova sul colle di Chiadino, all'interno del grande parco della villa gentilizia del barone Pasquale Revoltella, in via Carlo de Marchesetti 37.
La chiesa, in stile neoromanico con pianta a croce greca, è stata costruita nel 1863-1866 su progetto dell'architetto Giuseppe (Josef Andreas) Kranner (1801-1871) di Praga, ed è stata consacrata il 17 maggio 1867 dal vescovo Bartolomeo Legat.
La chiesa si eleva su un basamento sotto il quale si trova una cripta dove sono sepolti in due sarcofagi il barone Pasquale Revoltella e la madre Domenica.
Una disposizione testamentaria del 13 ottobre 1866 del barone Pasquale Revoltella costituiva una Pia Fondazione con obbligo per il cappellano dell'istruzione scolare e dell'assistenza spirituale dei villici del luogo, e la celebrazione ogni anno di due messe in suffragio suo e della madre, una il 17 maggio, ricorrenza di san Pasquale Baylón, ed una il 15 agosto, ricorrenza dell'Assunta.